# Restauration (Frankreich)

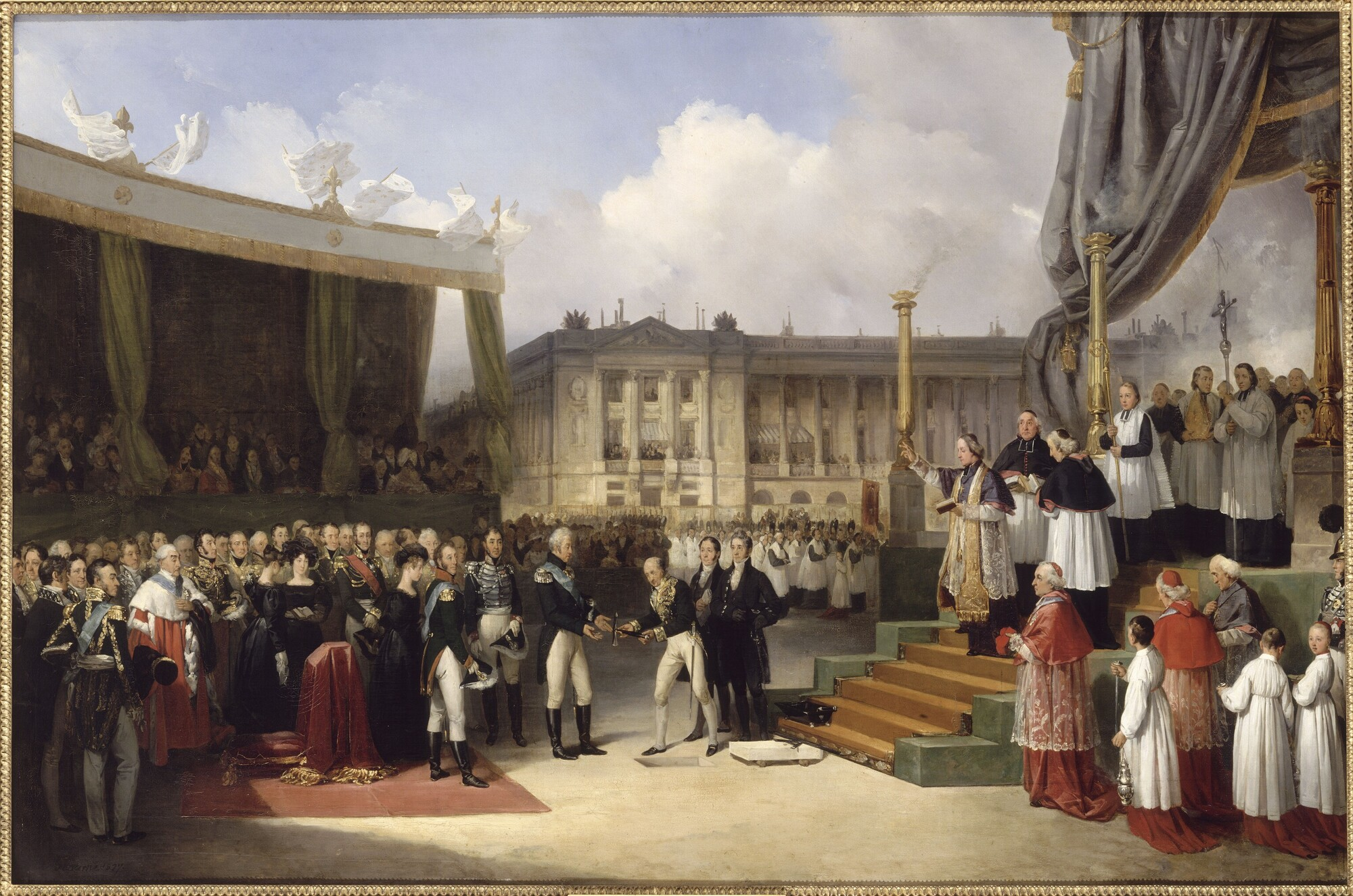
Joseph Beaume: Einweihung eines Denkmals zur Erinnerung an Ludwig XVI. durch Karl X. auf der Place de la Concorde am 3. Mai 1826 (Ölgemälde, 1827, Schloss Versailles). – Karl X. begriff seine Regentschaft – ebenso wie vor ihm Ludwig XVIII. – als Fortsetzung der Herrschaft seines in der Revolution hingerichteten Bruders Ludwigs XVI. Das Festhalten des Einweihungsaktes im Bild diente der Behauptung einer Kontinuität der bourbonischen Monarchie und damit der eigenen Herrschaftslegitimation.

In der Geschichte Frankreichs bezeichnet Restauration die Epoche der Wiederherstellung der Bourbonenmonarchie zwischen dem Ende des Ersten Französischen Kaiserreichs und der Julirevolution von 1830.
Unterbrochen wurde die Restaurationsepoche durch die Rückkehr Napoleon Bonapartes aus dem Exil auf Elba und die folgende Episode der Hundert Tage. Deshalb spricht man auch von der „Ersten Restauration“ (frz. Première Restauration) von April 1814 bis März 1815 und der „Zweiten Restauration“ (frz. Seconde Restauration) von der endgültigen Abdankung Napoleons im Juni 1815 bis zum Ausbruch der Revolution im Juli 1830.
Innenpolitisch war die Herrschaft Ludwigs XVIII. und seines jüngeren Bruders Karl X. von den Konflikten zwischen ultraroyalistischen und bürgerlich-liberalen Kräften geprägt. Außenpolitisch standen die Zahlung der Kriegsschulden, der damit verbundene Abzug der alliierten Besatzungstruppen und schließlich die Wiedererlangung der völkerrechtlichen Gleichstellung Frankreichs im Mittelpunkt.

## Von der Ersten zur Zweiten Restauration
Bereits kurze Zeit nach der bedingungslosen Abdankung Napoleons am 12. April 1814 und der Besetzung von Paris durch die Siegerkoalition wurde die Wiedereinsetzung der Bourbonen in die Wege geleitet. Am 24. April landete der seit 1791 im Exil lebende Bruder Ludwigs XVI., Louis Stanislas Xavier Graf der Provence in Calais und nur wenige Tage später zog er – gemeinsam mit einer Schar emigrierter Adliger – in Paris ein. In einer seiner ersten Amtshandlungen bezeichnete er das Jahr 1814 als das neunzehnte seiner Regierung und betonte damit sein Verständnis von der Kontinuität der Bourbonenmonarchie. Gleichzeitig aber erkannte er die Notwendigkeit von Eingeständnissen an die Errungenschaften der Revolutionsepoche an und gab Frankreich mit der Charte constitutionnelle eine liberale Verfassung nach britischem Vorbild. Sein während dieser Phase der ersten Restauration begonnener Versuch einer Politik der innenpolitischen Balance wurde jedoch jäh durch die Rückkehr Napoleons aus der Verbannung und die anschließende Episode der Hundert Tage unterbrochen.

## Innenpolitik: „Les deux Frances“

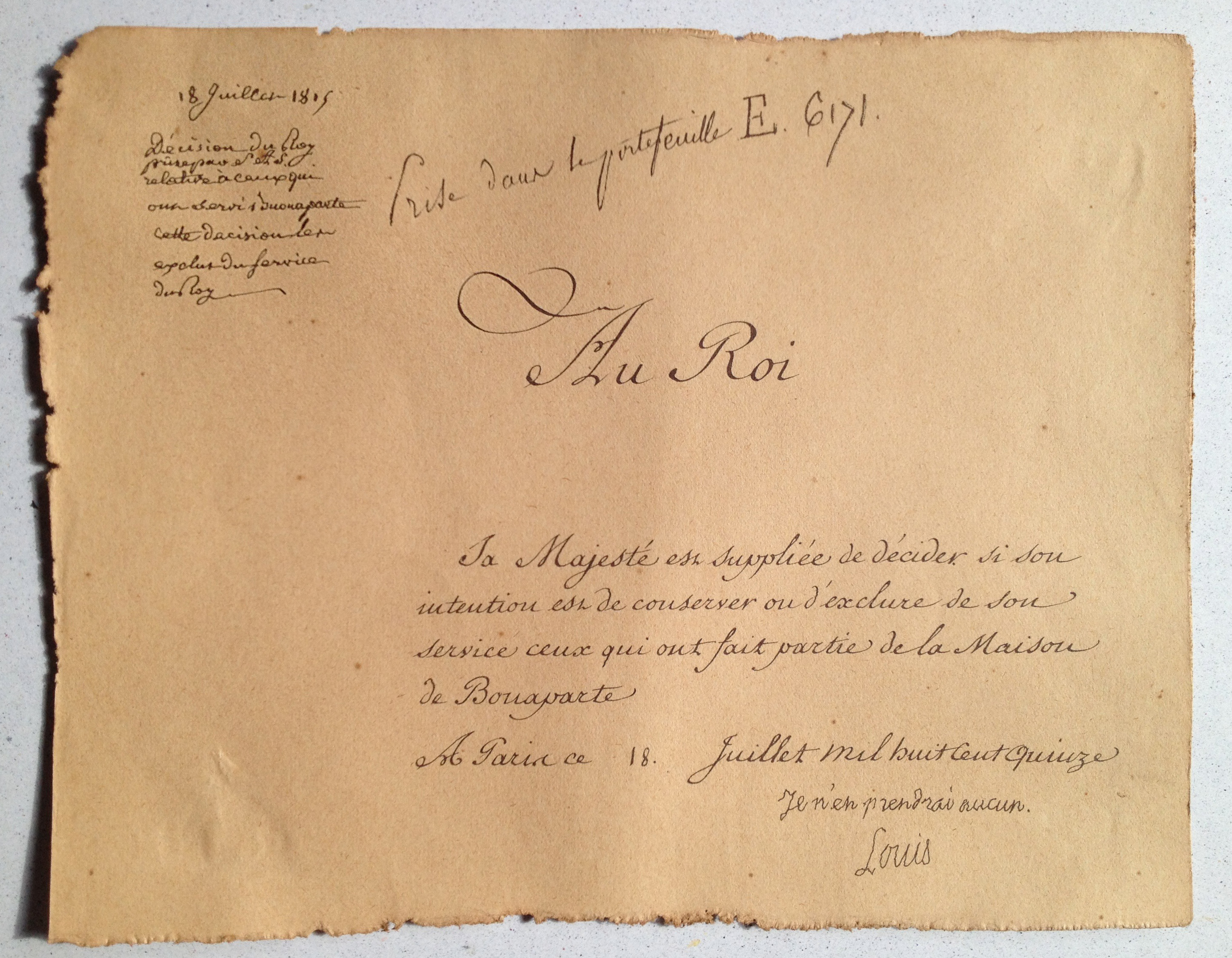
Memorandum an Ludwig XVIII. bezüglich seiner Intention zur Übernahme von Anhängern der Maison de Bonaparte in seine Dienste.

Nach der erneuten Vertreibung Napoleons und dem Beginn der zweiten Restaurationsphase im Sommer 1815 setzte Ludwig XVIII. sein innenpolitisches Werk des Ausgleichs zwischen der royalistischen, aristokratischen und theokratischen Welt des Ancien Régime und dem bürgerlichen, aufgeklärt-liberalen Frankreich der Revolution und der napoleonischen Ära fort. Dieses Programm der inneren Konsolidierung Frankreichs wurde jedoch insbesondere zwischen 1815 und 1820 durch die terreur blanche (dt. „weißer Schrecken“), blutige Vergeltungsaktionen der rückkehrenden Emigranten gegen Anhänger der Revolution und Napoleons, in Frage gestellt.

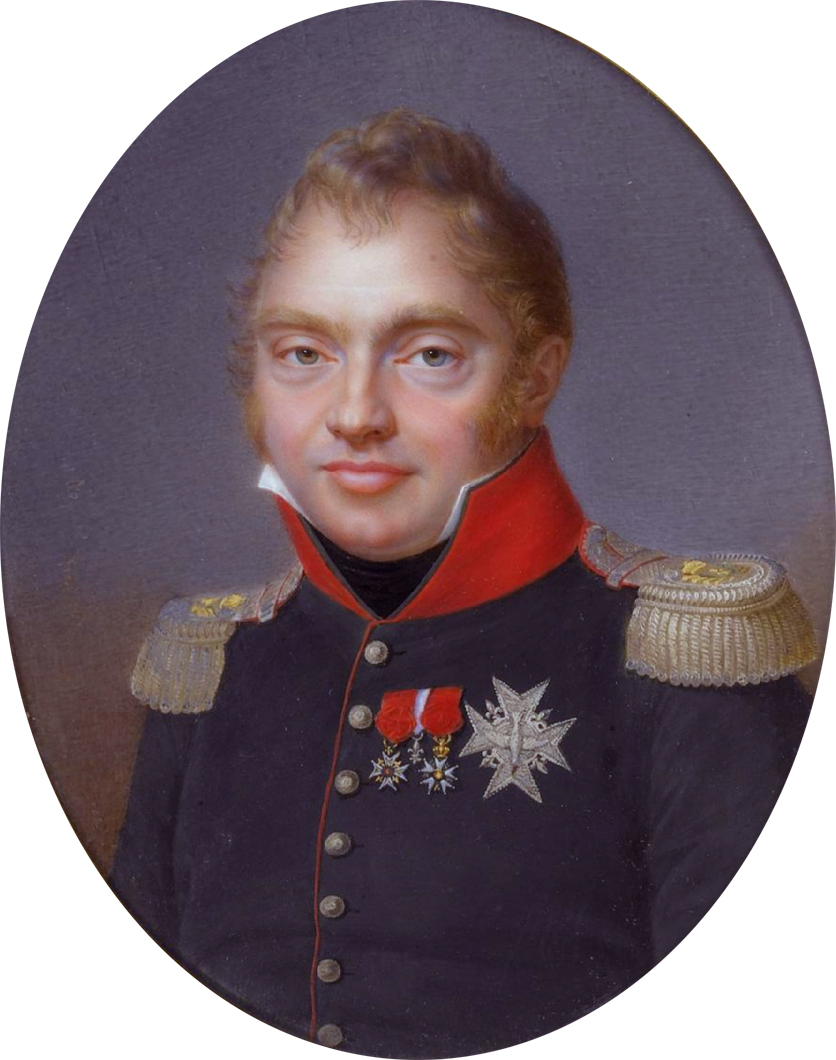
Die Ermordung Charles-Ferdinands, des jüngeren Sohns des späteren Königs Karl X., durch den Sattler Pierre Louis Louvel am 13. Februar 1820 führte zu einer Stärkung der Ultras.

Basis der Restaurationsphase war eine konstitutionelle Monarchie, bei der die Exekutive in den Händen des Königs lag, während die Legislative auf eine Pairkammer und eine auf dem Zensuswahlrecht basierenden Abgeordnetenkammer verteilt war. In den Wahlen vom Oktober 1815 erzielten die royalistischen „Ultras“ solche Erfolge, dass der König das Parlament als Chambre introuvable (dt. etwa: „Kammer, wie sie sich so leicht nicht wieder findet“) bezeichnete. Dem Versuch der Ultras, auf Kosten der Stellung des Königtums zu einer Stärkung des ständisch-aristokratischen Einflusses zu gelangen, entgegnete Ludwig XVIII. mit einer Auflösung der Deputiertenkammer im September 1816. In den darauffolgenden Wahlen kam eine aus gemäßigten Royalisten bestehende Kammermehrheit zustande, die bis 1820 an der Macht blieb. Ausgehend von der damaligen Sitzordnung im Parlament bildeten sich in jener Zeit die bis heute gebräuchlichen Bezeichnungen „rechts“ und „links“ aus.
Die Auseinandersetzungen zwischen dem Alten und Neuen Frankreich (frz. deux Frances) kulminierten in der Ermordung des zu jener Zeit einzigen dynastischen Nachfolgers, des Herzogs von Berry, am 13. Februar 1820. Die von einem fanatisierten Einzeltäter begangene Bluttat wurde den Liberalen in die Schuhe geschoben und führte zu einer erheblichen Stärkung der ultraroyalistischen Kräfte. Als Berrys Gemahlin Maria Karolina Ende September 1820 doch noch von einem Sohn entbunden wurde, begrüßten die Ultras diesen als „Kind des Wunders“ und deuteten die Geburt als Beleg für die auf ihren Zielen ruhende göttliche Gnade.
Nach dem Tode Ludwigs XVIII. im Jahr 1824 übernahm dessen Bruder Karl X. die Regierung. Als Parteigänger der Ultras traf er eine Reihe von reaktionären Entscheidungen – wie etwa die 1825 verfügte Entschädigung der Emigranten für ihre während der Revolution erlittenen Verluste – was zu einem Erstarken der Opposition des liberalen Bürgertums führte. Der Erlass der „Juliordonnanzen“, in denen die Abgeordnetenkammer aufgelöst, der Wahlzensus nach oben gesetzt und die Pressefreiheit weiter eingeschränkt wurde, mündete schließlich am 27. Juli 1830 in den Ausbruch der Julirevolution und das Ende der französischen Restaurationsära.

## Rückkehr in das „Europäische Konzert“

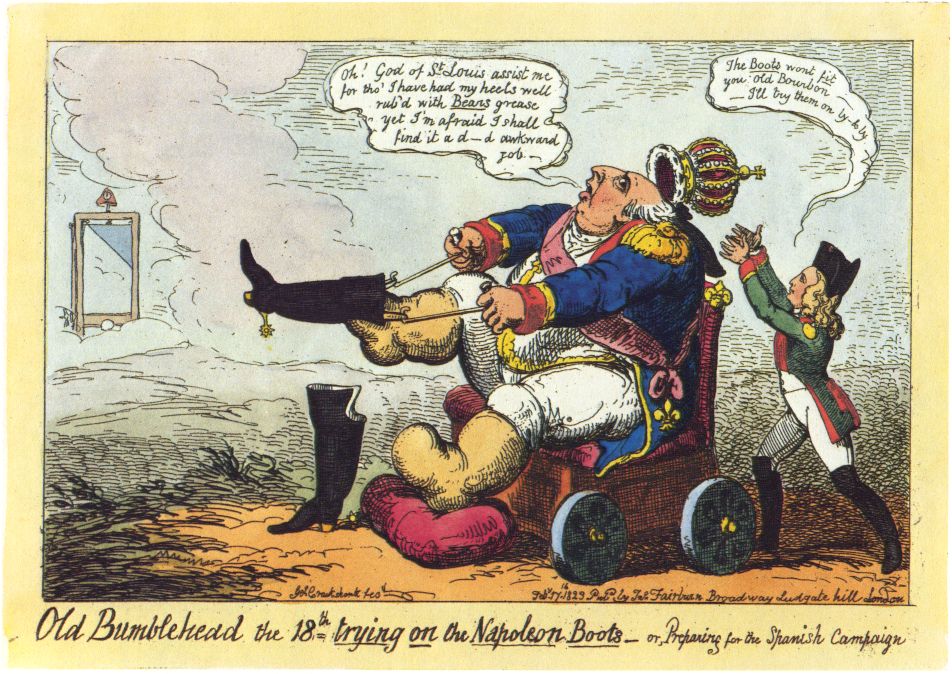
George Cruikshank: Old Bumblehead the 18th trying on the Napoleon Boots – or, Preparing for the Spanish Campaign (kolorierte Radierung, 1823). – Ludwig XVIII. ist nicht in der Lage, in Napoleons Stiefel zu steigen. Napoleons Sohn steht schon bereit, um die Bourbonenkrone im Falle eines Sturzes aufzufangen. Das am 17. Februar 1823 – also noch vor dem französischen Einmarsch Mitte April – veröffentlichte Blatt drückt die Skepsis gegenüber der neuen außenpolitischen Rolle Frankreichs aus.

Auf außenpolitischem Gebiet stand nach dem Trauma der zweifachen Niederlage und der Besetzung Frankreichs durch die Truppen der Alliierten die Wiedergewinnung der nationalen Souveränität im Mittelpunkt. Zugleich waren die Reparationsschulden abzutragen, wofür die Siegermächte im Zweiten Pariser Frieden eine Frist von fünf Jahren festgelegt hatten. Nachdem dieser Zeitrahmen sogar um zwei Jahre unterschritten wurde, wurde der Abzug der Besatzungstruppen bereits auf dem Aachener Kongress im Jahr 1818 beschlossen. Gleichzeitig trat Frankreich durch seine Aufnahme in die Heilige Allianz als fünfte Großmacht neben Österreich, Preußen, Russland und Großbritannien wieder in das Konzert der Großmächte ein.
Auf dem vier Jahre später stattfindenden Kongress von Verona erzielte die französische Diplomatie den größten außenpolitischen Erfolg der Restaurationsära. Ein 1820 von der Heiligen Allianz beschlossenes Interventionsprinzip sah die Einmischung der Großmächte in die inneren Angelegenheiten eines von einer Revolution bedrohten Landes vor. Dieses ursprünglich gegen ein erneutes Aufflackern der Revolution in Frankreich gerichtete Prinzip wurde nun auf Spanien angewandt, um die Herrschaft des 1820 gestürzten Königs Ferdinand VII. wiederherzustellen. Die Betrauung Frankreichs mit der Aufgabe der militärischen Niederwerfung des Aufstandes und die erfolgreiche französische Invasion in Spanien wurde von den Ultras als Zeichen für die Wiedererlangung der völligen Gleichberechtigung Frankreichs gefeiert.
Aus den neuen Rivalitäten innerhalb der Pentarchie, wie sie insbesondere im Zuge des griechischen Unabhängigkeitskrieges in der zweiten Hälfte der 1820er Jahre deutlich hervortraten, eröffneten sich für Frankreich neue außenpolitische Perspektiven. Dies nutzte Frankreich zu einer Ausdehnung seines Machtbereiches auf das westliche Mittelmeer, indem es nach jahrelangen diplomatischen Spannungen im Januar 1830 eine erfolgreiche militärische Expedition gegen den Dey von Algier führte und französische Einheiten alle an der Küste gelegenen Forts besetzten. Die anschließende Umwandlung Algeriens in eine province transméditerranéenne legte den Grundstein für das zweite französische Kolonialreich.

## Dritte Restauration
Der Versuch, nach dem Ende des Zweiten Kaiserreichs zu Beginn der Dritten Republik die Monarchie wieder zu installieren, scheiterte trotz einer Mehrheit von monarchistischen Abgeordneten in der Abgeordnetenkammer am Streit zwischen den Thronanwärtern der bourbonischen und der orléanistischen Linie.